# タイタンオオウスバカミキリ
タイタンオオウスバカミキリ（タイタン大薄翅天牛、Titanus giganteus）は、カミキリムシ科に属する甲虫の一種。Titanus 属は単型。全長は170 mmを超え、甲虫の中でも最大である。成虫の寿命は数週間で、鋭い棘と強力な顎が特徴である。別名オバケオオウスバカミキリ（お化け大薄翅天牛）。

## 分布と生息地
ベネズエラ、コロンビア、エクアドル、ペルー、ギアナ、ブラジル北および中部を含む南米の熱帯雨林に生息する。一般的にアマゾン熱帯雨林に分布するが、ブラジルの大西洋岸森林、ベネズエラのオリノコ盆地、コロンビアのチョコ・ダリエン地域などでも見られる。食料である腐った木材が豊富にある原生林に生息しているが、生息条件が整えば二次林などでも見られる。
南米に広く分布しているにもかかわらず、夜行性で森林に分布するため、人目に触れることは少ない。分布域全体、またさまざまな生息地における個体群についてより詳しく知るには、徹底的な調査と研究が必要である。熱帯雨林に生息する他の多くの種と同様に、生息地の劣化、森林破壊、気候変動の脅威にさらされており、これらは分布と個体数に大きな影響を与える可能性がある。よって本種の個体数を維持するには、生息地の保護が必要不可欠である。

## 特徴
全長170 mmを超える最大級の甲虫として知られている。同じく世界最長の甲虫として知られるヘラクレスオオカブトは180mm近くに達するが、大型個体の体長の半分は角が占めており、本種のほうが本体はずっと大きい。研究によると、カミキリムシ科の中では後羽が非常に短い。雌は後羽を欠き、飛翔能力が無い。赤みがかった黒い体色で、ウスバカミキリ類の特徴である前向きの太く厳つい大顎を持ち、カミキリムシの特徴である長い触角は、体長の半分ほどしかない。
複眼の中央部は数百の六角形の面で覆われ、周辺は五角形または正方形で覆われる。前胸部の前縁に特徴的な受容毛が存在する。この毛は体表面の変化を感知し、周りの環境を知ることができる。触角には感覚器があり、感覚情報を提供する。腔状感覚器や毛状感覚器など、異なる刺激を感知する様々な感覚器がある。生殖器はノコギリカミキリ亜科の他の種と非常によく似ており、蛹の精巣は12から15の部分から成り、それぞれに15の卵胞が含まれる。卵胞の大きさには個体差があり、卵胞が大きい個体は精子形成率が高いことが確認されている。この個体差のメカニズムは不明である。
本種は最大の甲虫だが、昆虫の大きさは呼吸器系から供給できる空気の量によって制限される。昆虫の呼吸器系は哺乳類とは異なり、血液で酸素を運ぶのではなく、気管を通じて体全体の組織に直接酸素を送る。体が大きすぎると一部の組織では酸素をまったく受け取ることができなくなってしまう。
成虫は餌を食べないので、アミラーゼとリパーゼの活性が記録されているにもかかわらず、腸内細菌が非常に少なく、プロテアーゼの活性が見られない。ヒトや他の動物のアミラーゼ、リパーゼ、プロテアーゼは、食物タンパク質をアミノ酸に分解する役割を担っている。他のノコギリカミキリ亜科とは異なり、本種の腸の周囲には脂肪が無い。代謝率が異なる可能性があり、成虫は近縁種よりも早く脂肪を使い果たすことが示唆されている。液体クロマトグラフィー/質量分析の結果、脂質の70%がトリアシルグリセロールであることが判明した。これらの脂質は飛翔筋にのみ見られ、飛翔筋では脂肪が筋肉活動のエネルギー源として使われていた。トリアシルグリセロールの中で最も豊富に含まれるのはオレイン酸であった。

## 生態
カミキリムシ科は主に植物を食べるが、ノコギリカミキリ亜科は水以外の食物を摂取しない。本種は日常的に食物を摂取するために必要な消化酵素と脂肪をすべて持っているわけではない。幼虫のときには枯れ木や菌類に侵された植物を食べる。幼虫の時期に得た栄養が生涯使われると考えられる。幼虫のときの食習慣は、生態系における枯れた植物の分解に貢献している。ノコギリカミキリ亜科は虫こぶを誘発する昆虫として知られている。虫こぶは植物の異常な成長であり、植物の摂食の副産物として生じる。これらの虫こぶは多くの昆虫の巣として利用される。
寿命が短いため、繁殖について分かっていることは少ない。フェロモンを感知して交尾相手を見つけるということは判明しているが、幼虫の正式な記録は無い。しかし、成虫の体長から25cmに達すると推測されている。他のカミキリムシや大型甲虫の例からも、幼虫期間は3年かそれ以上と考えられている。

## 人間との関わり
世界最大のカミキリムシとして有名であり、その希少性からも現地民に現金収入のため乱獲され、標本用に高額で取引されている。また、他のカミキリムシのようにその幼虫が、現地民に食用とされていた歴史もある。また本種の生息には広大な熱帯雨林が必要であると考えられ、開発による生息地の森林破壊も本種の個体数減少に関わっていると推測されている。
本種の採取方法はライトトラップで得られた個体がほとんどである。これはヘラクレスオオカブトと同じく、生息地が奥深く危険地帯であることと、その生息環境がよく分かっていないことに所以する。